# 托馬什·約托維奇
托馬什·約托維奇（波蘭語：Tomasz Jodłowiec；1985年9月8日—）是一位波蘭足球運動員。在場上的位置是中後衛。他現在效力於波蘭足球甲級聯賽球隊華沙萊吉亞足球俱樂部。他也代表波蘭國家足球隊參賽。